# 1586
1586 (MDLXXXVI) je bilo navadno leto, ki se je po gregorijanskem koledarju začelo na sredo, po 10 dni počasnejšem julijanskem koledarju pa na soboto.

## Dogodki
- 1. januar

## Rojstva
- 6. december - Niccolò Zucchi, italijanski jezuit, astronom, fizik († 1670)

Neznan datum
- Johann Baptist Cysat, švicarski jezuit, astronom († 1657)
- Abas I. Veliki, perzijski šah († 1628)

## Smrti
- 28. junij - Primož Trubar, slovenski protestantski duhovnik, pisec prve slovenske knjige (* 1508)
- 12. december - Štefan Báthory, transilvanski knez, poljski kralj in litovski veliki knez (* 1533)